# Soveria Simeri
Soveria Simeri es una localidad italiana de la provincia de Catanzaro, región de Calabria, con 1.678 habitantes.

## Evolución demográfica
| Gráfica de evolución demográfica de Soveria Simeri entre 1861 y 2001 |
|                                                                      |
| Fuente ISTAT - Elaboración gráfica por parte de Wikipedia            |